# Übersaxen
Übersaxen è un comune austriaco di 641 abitanti nel distretto di Feldkirch, nel Vorarlberg.